# Brink (Sprockhövel)
Brink ist ein Wohnplatz im Stadtteil Gennebreck der Stadt Sprockhövel im Ennepe-Ruhr-Kreis, Nordrhein-Westfalen.

## Lage und Beschreibung
Brink liegt im südwestlichen Teil des Sprockhöveler Stadtgebiets. Westlich befindet sich unmittelbar angrenzend das Kirchdorf Herzkamp, mit dem Brink im 20. Jahrhundert zu einem geschlossenen Siedlungsbereich zusammengewachsen ist. Zusammen mit Egen und Äckern ist Brink heute ein Teil von Herzkamp, der größten Ansiedlung im Stadtteil.
Weitere Nachbarorte sind Sondern, Heege, Bredde, Bruch, Gennebreckmühle, Großer Siepen, Kleiner Siepen und Ochsenkamp. Durch den Ort verläuft die Landesstraße L70.
In Brink befand sich bis in die 2010er Jahre ein gastronomischer Betrieb.

## Geschichte
Brink wird im Schatzbuch der Grafschaft Mark aus dem Jahr 1486 urkundlich erwähnt. Der Ort gehörte bis 1807 der Gennebrecker Bauerschaft innerhalb des Hochgerichts und der Rezeptur Schwelm des Amts Wetter in der Grafschaft Mark an. Von 1807 bis 1814 war Brink aufgrund der napoleonischen Kommunalreformen im Großherzogtum Berg Teil der Landgemeinde Gennebreck innerhalb der neu gegründeten Mairie Hasslinghausen im Arrondissement Hagen, die nach dem Zusammenbruch der napoleonischen Administration nun der Bürgermeisterei Haßlinghausen (ab 1844 Amt Haßlinghausen) im Landkreis Hagen (ab 1897 Kreis Schwelm, ab 1929 Ennepe-Ruhr-Kreis) angehörte.
Der Ort ist auf der Preußischen Uraufnahme von 1840 und auf der Preußischen Neuaufnahme von 1892 auf Messtischblättern der TK25 unbeschriftet verzeichnet. Ab der Ausgabe 1927 ist der Ort mit Brink beschriftet, aber der Ausgabe 1973 mit dem Zusatz Whs. (Wirtshaus).
Das Gemeindelexikon für die Provinz Westfalen gibt 1885 für Brink eine Zahl von 18 Einwohnern an, die in zwei Wohnhäusern lebten. 1895 besitzt der Ort zwei Wohnhäuser mit 23 Einwohnern und gehörte kirchlich zum evangelischen Kirchspiel Herzkamp, 1905 zählt der Ort zwei Wohnhäuser und 18 Einwohner.
Am 1. Januar 1970 wurde das Amt Haßlinghausen aufgelöst und die amtsangehörige Landgemeinde Gennebreck mit Brink in die Stadt Sprockhövel eingemeindet.